# 21 Jump Street
21 Jump Street är en amerikansk TV-serie från 1987 av Stephen J. Cannell och Patrick Hasburgh med Johnny Depp, Holly Robinson Peete och Peter DeLuise m.fl.
Serien sändes i totalt fem säsonger under slutet av 80-talet och början av 90-talet. Den handlar om ett gäng unga poliser som har specialiserat sig inom utredningar relaterade till ungdomsbrott. Ofta sker brotten i eller omkring en gymnasieskola eller ett universitet och för att kunna utreda brotten måste poliserna gå in under täckmantel.
Serien utspelas i en fiktiv stad och delstat i USA, men är i själva verket inspelad i Vancouver, British Columbia, Kanada och den var en av de första amerikanska tv-serierna att filmas där.

## Signaturmelodin
21 Jump Street Theme är titeln på signaturmelodin till TV-serien. Den skrevs av Liam Sterrnberg och framfördes av Holly Robinson. Johnny Depp och Peter DeLuise sjöng ordet "Jump!" i refrängen. Oftast visades en inledning till varje avsnitt, sen kom signaturmelodin och sen fortsatte avsnittet. Låten användes som signaturmelodi till alla fem säsongerna, men klippen som visades medan den spelades varierade från säsong till säsong.

## På DVD
Nedan visas releaseplanen för 21 Jump Street på DVD. Observera att releaseplanen endast är preliminär och kan när som helst ändras.
| DVD Namn                 | Region 1         | Region 2          | Region 2, svensk utgåva |
| ------------------------ | ---------------- | ----------------- | ----------------------- |
| 21 Jump Street: Säsong 1 | 26 oktober 2004  | 4 februari 2005   | 7 maj 2008              |
| 21 Jump Street: Säsong 2 | 8 mars 2005      | 22 juni 2005      | 7 maj 2008              |
| 21 Jump Street: Säsong 3 | 6 september 2005 | 25 januari 2006   | 16 juli 2008            |
| 21 Jump Street: Säsong 4 | 1 november 2005  | 13 april 2006     | –                       |
| 21 Jump Street: Säsong 5 | 21 mars 2006     | 29 september 2006 | –                       |

## Rollista (urval)
- Johnny Depp - Tom Hanson
- Holly Robinson Peete - Judy Hoffs
- Peter DeLuise - Doug Penhall
- Dustin Nguyen - Harry Ioki
- Steven Williams - Kapten Adam Fuller
- Frederic Forrest - Kapten Richard Jenko
- Sal Jenco - Sal "Blowfish" Banducci
- Richard Grieco - Dennis Booker
- Michael Bendetti - Anthony "Mac" McCann
- Michael DeLuise - Joey Penhall

## Film
Den 16 mars 2012 hade filmversionen till tv-serien biopremiär, där huvudrollerna spelades av Jonah Hill och Channing Tatum och regisserades av Phil Lord och Christopher Miller med manuset skrivet av Hill (som också är exekutiv producent) och Michael Bacall. Johnny Depp, Peter DeLuise och Holly Robinson repriserade sina roller som Tom Hanson, Doug Penhall respektive Judy Hoffs.